# مختار عريبي
مختار عريبي (بالفرنسية: Mokhtar Arribi)‏ لاعب كرة قدم جزائري من مواليد 24 فبراير 1924 بسطيف وتوفي في سبتمبر 1989. كان رفقة محمد بومزراق، أحد مؤسسي فريق جبهة التحرير الوطني لكرة القدم تحت مظلة جبهة التحرير الوطني الجزائرية التي كانت تسعى بكل الوسائل لاستقلال البلاد آنذاك من الاحتلال الفرنسي.
كان يشغل عريبي مركز مهاجم.

## المشوار الرياضي
- 1944-1946 : مولودية الجزائر
- 1946-1951 : نادي سيت FC Sète
- 1951-1952 : نادي كان AS Cannes
- 1953-1954 : نادي سيت FC Sète
- 1954-1955 : نادي لنس RC Lens

## مدرب-لاعب
- النادي الرياضي لحمام الأنف، في تونس
- 1957 في نادي أفينيون
- 1958-1961 : فريق جبهة التحرير الوطني لكرة القدم

## مشوار المدرب
- 1961-1964 في وفاق سطيف
- 1964-1965 : النادي الرياضي الصفاقسي, في تونس
- 1965-1969 في وفاق سطيف
- 1969-1970 : منتخب ليبيا لكرة القدم
- 1979-1981 في وفاق سطيف
- 1983-1984 في وفاق سطيف
- 1985 : منتخب الجزائر لكرة القدم
- 1986-1987 في وفاق سطيف.

## وصلات خارجية
- مختار عريبي على موقع قاعدة بيانات كرة القدم.إي يو (الإنجليزية)